# 帕諾斯·柯斯麥托斯
帕諾斯·柯斯麥托斯（英語：Panos Cosmatos，1974年2月1日—），義大利裔加拿大男導演、編劇及製片人，知名於恐怖科幻片兼導演處女作《迷幻黑彩虹》（2010年），雖然反響不佳但日後獲得了邪典電影的地位。之後，憑藉頗受好評的動作恐怖片《曼蒂》（2018年）獲得了外界更多的關注。

## 早年
帕諾斯·柯斯麥托斯出生於義大利羅馬，導演喬治·柯斯麥托斯和瑞典雕刻藝術家貝爾吉塔·永貝里-柯斯麥托斯（Birgitta Ljungberg-Cosmatos）之子，父母分別於2005年4月、1997年7月過世。他主要在瑞典、墨西哥和加拿大成長，家人最終定居於英屬哥倫比亞前，就已深受美國流行文化的影響。
柯斯麥托斯從小在家中被禁止觀看R級恐怖片和科幻片，但他仍常到影帶出租店中的相關專區，詳讀錄影帶盒子背面的簡介和圖像。首次接觸的電影為父親從倫敦的商務旅行中帶回他們在瑞典的家、20分鐘的超8毫米高光電影片段；其中，《大洪荒》（1966年）中的定格動畫恐龍為當時的柯斯麥托斯帶來了極大的恐懼。
柯斯麥托斯自小非常內向、害羞且文靜，因此會透過閱讀奇幻作品來使自己感到舒適。1980年代，成長於溫哥華島偏僻郊區的柯斯麥托斯沉迷於《重金屬》、奇幻藝術、科幻小說和恐怖片。大學期間，他在實驗電影課程中短暫地接觸了製作電影的愛好。但由於母親的死，使難以走出傷痛的柯斯麥托斯陷入了自我毀滅般的酒癮和憂鬱，時間長達將近十年之久。在父親也去世後，他的心情感到更加複雜和悲傷，開始進行治療，並打算以編導的身份製作一部電影來當作療癒的一部分，即導演處女作《迷幻黑彩虹》（2010年）。

## 職業生涯
柯斯麥托斯的職業生涯從父親的電影《絕命終結者》（1993年）中在第二攝製組擔任錄像輔助操作員開始。他執導的首部電影《迷幻黑彩虹》主要於溫哥華製作，製片資金來自《絕命終結者》的DVD盈餘。《迷幻黑彩虹》由麥可·羅傑斯、伊娃·艾倫（Eva Allan）和史考特·海蘭德主演，並贏得了2012年的多倫多影評人協會獎最佳首部長片。其劇情描述一名被神秘的博士囚禁的少女在逃出研究所的同時，該研究所不為人知的內幕也將揭曉。柯斯麥托斯表示，其靈感也來自「朦朧的午夜電影和週六晨間漫畫的童年記憶」。儘管《迷幻黑彩虹》早期獲得了負面居多的評價，但後來漸漸地得到部分影評人的肯定，並被粉絲推崇成邪典電影。
2017年6月，據報導，第二部導演電影名為《曼蒂》，柯斯麥托斯與朋友亞倫·史都華-安（Aaron Stewart-Ahn）合寫劇本，由尼可拉斯·凱吉主演，2017年夏天在比利時開拍。劇情描述一名失去摯愛的男子全副武裝、發誓要讓迫害自己的邪教組織付出代價；該片2018年1月19日在2018年日舞影展的「午夜首映」單元上首映。《曼蒂》發行後普遍獲得了正面的評價，尤其凱吉的演出備受肯定。此外，《曼蒂》和《迷幻黑彩虹》一樣，是為了走出父母去世陰影而創作的電影。電影發行後，柯斯麥托斯在澳門國際影展接受《好萊塢報導》的採訪時透露，不急於投入新項目，打算花時間進行冥想、取材，並繼續在低預算領域工作。
柯斯麥托斯於2021年9月加入Netflix詩選電視劇《吉勒摩·戴托羅之珍奇櫃》的編導行列，並再次與史都華-安合作編劇。他負責編導的第七集〈鑑賞會〉由彼得·威勒、史提夫·阿吉、艾瑞克·安德烈、蘇菲亞·波提拉、查琳·易、邁克·泰爾羅特和薩德·席迪圭（Saad Siddiqui）主演。該集於2022年10月28日播出，講述一名神秘的富翁邀請四名各領域的專家參加一場鑑賞會，但卻發展成令人難忘的恐怖遭遇；影評對該集的口碑以正面居多。
《曼蒂》之後，柯斯麥托斯執導的下一部長片為科學奇幻電影《死靈》（Nekrokosm），由A24和XYZ影業聯合製作，消息於2022年3月24日首度對外公開。該片取自他和梅根·黃（Maegan Houang）發想的故事：「一場奇幻的幻想噩夢，發生在一個陌生的星系中，兩位戀人試圖在惡意入侵中倖存下來時被迫分離。」柯斯麥托斯稱本片「極為奇妙且怪異，而非硬科幻」，比《曼蒂》更能取悅大眾，「我想在《死靈》之後製作的電影更加黑暗、注重調性和存在主義，但《死靈》集我個人的愛好為一體，更勝以往。」據2024年5月2日的報導，柯斯麥托斯開始籌拍80年代享樂主義吸血鬼驚悚片《眾神血肉》（Flesh of the Gods），由克莉絲汀·史都華及奧斯卡·伊薩克主演，安德魯·凱文·華克編劇。

## 私生活
柯斯麥托斯已結婚，妻子名為安德莉亞（Andrea）。柯斯麥托斯自稱是個「頑固的無神論者」；他在受訪時表示，當家人第一次搬到加拿大時，他的母親帶他去了一間教堂並詢問看法，而年僅七歲的柯斯麥托斯則認為「這似乎是假的」。他將導演史丹利·庫柏力克視為影響自己最深的電影人，在作品中能看見與庫柏力克作品之間的相似之處。

## 作品列表

### 電影
| 年份 | 標題                 | 職位 | 職位       | 職位 | 附註 |
| 年份 | 標題                 | 導演 | 製片       | 編劇 | 附註 |
| ---- | -------------------- | ---- | ---------- | ---- | --- |
| 1993 | 《絕命終結者》       |      |            |      | 錄像輔助操作員：第二攝製組 |
| 2010 | 《迷幻黑彩虹》       | 是   |            | 是   | 多倫多影評人協會獎最佳處女作 加拿大當代恐怖影展獎最佳導演 溫哥華影評人協會獎加拿大影片最佳導演                                                                                            |
| 2013 | 《倒帶！》           |      | 執行製片人 |      | 紀錄片 |
| 2016 | 《恐懼虛空》         |      |            |      | 鳴謝 |
| 2017 | 《大街》（Avenues）         |      |            |      | 鳴謝 |
| 2018 | 《曼蒂》             | 是   |            | 是   | 與亞倫·史都華-安（Aaron Stewart-Ahn）合作編劇；兼歌曲作家：〈哭泣迷宮護身符〉（Amulet of the Weeping Maze） 錫切斯國際影展獎最佳導演 提名-納沙泰爾國際奇幻影展納西瑟斯獎最佳長片 提名-驚嚇指數獎最佳導演 提名-Fangoria電鋸獎最佳導演 |
| 2022 | 《雙重身分》         |      |            |      | 製片方鳴謝 |
| 2025 | 《美麗的事物》       |      | 是         |      | |
| TBA  | 《反社會網絡集》（Share This） |      |            |      | 特別鳴謝 |
| TBA  | 《死靈》（Nekrokosm）         | 是   |            | 故事 | 與梅根·黃（Maegan Houang）合作構想故事 |
| TBA  | 《眾神血肉》（Flesh of the Gods）     | 是   |            | 是   | |

### 電視
| 年份 | 標題                      | 職位 | 職位       | 職位 | 附註                                       |
| 年份 | 標題                      | 導演 | 執行製片人 | 編劇 | 附註                                       |
| ---- | ------------------------- | ---- | ---------- | ---- | ------------------------------------------ |
| 2022 | 《吉勒摩·戴托羅之珍奇櫃》 | 是   |            | 是   | 與亞倫·史都華-安合作編劇；單集：〈鑑賞會〉 |

### MV
| 年份 | 標題           | 職位 | 附註 |
| ---- | -------------- | ---- | ---- |
| 2025 | 〈美麗的事物〉 | 監製 |      |
| 2025 | 〈世界末日〉   | 監製 |      |

## 外部連結
- 帕諾斯·柯斯麥托斯在互联网电影资料库（IMDb）上的資料（英文）
- 帕諾斯·柯斯麥托斯的X（前Twitter）